# Nicolas Chamfort

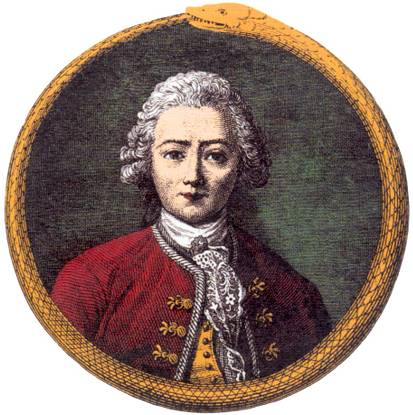
Nicolas Chamfort más joven

Sébastien-Roch Nicolas, (Chamfort), (Clermont-Ferrand Francia, 6 de abril de 1741 - París, 13 de abril de 1794) fue un moralista francés. Lúcido y escéptico, firmó sus escritos con el pseudónimo de Nicolas de Chamfort. Fue elegido miembro de la Academia francesa en 1782, y ocupó el sillón n.º 6.
De padre desconocido, realizó sus estudios, como becario, en el colegio de los Grassins, París, obteniendo los primeros premios de la Universidad. Demostró ser un alumno sobresaliente, pero fantasioso, hasta el punto de protagonizar una fuga durante la cual pensó embarcarse para América. Fue perdonado por ello y pudo terminar sus estudios.

## Durante el antiguo régimen
Para darse a conocer como escritor adoptó el nombre de Chamfort, sustituyéndolo por el simple nombre de Nicolás que había llevado hasta entonces. Fue conocido muy pronto al ganar unos premios de poesía otorgados por la Academia Francesa. Estrenó en la Comédie Française algunas obras que tuvieron éxito y decidió experimentar en diversos campos literarios. Su carrera como literato le condujo a la Academia Francesa en 1781. El príncipe de Conde, atraído por su reputación, le nombró su secretario para que redactara sus discursos y órdenes. En 1789 fue lector de Mme Elisabeth, hermana del rey. Antes de la Revolución francesa fue uno de los escritores más apreciados en los salones parisinos, brillante y espiritual, escribió varias piezas de teatro. Por desgracia, muy tempranamente contrajo una enfermedad venérea de la que nunca se curó y que le tuvo en un estado enfermizo el resto de su vida, sumiéndolo en un estado de ánimo melancólico y pesimista, que se refleja sobre todo en sus últimos escritos.

## Durante la Revolución
Celebró el advenimiento de la Revolución francesa aunque condenando sus excesos, poniendo como ejemplo la fraternidad de Eteocles y de Polinices. De 1790 a 1791, fue secretario del club de los Jacobinos. Amigo de Honoré Gabriel Riqueti, orador del pueblo, le escribió sus discursos y sus informes; colaboró en la redacción de diversos periódicos, en particular del Mercure. En 1792, Jean-Marie Roland, le nombró director de la Biblioteca Nacional. El Comité de seguridad general le denunció por su oposición al Terror (había criticado los fallos y las violencias del partido revolucionario), encarcelado, intentó suicidarse en noviembre de 1793 de un pistoletazo; fracasó al hacerlo y se infirió, igualmente sin éxito, diversas heridas con un cortapapel. Se salvó gracias a una intervención quirúrgica, pero en abril del año siguiente murió a causa de las heridas.
La obra de Sébastien Roch Nicolas Chamfort más célebre y la única leída en nuestros días, fue publicada en 1795 por su amigo Pierre Louis Guinguené: Máximes, caractères et anecdotes, extraído de las notas manuscritas que Sébastien había dejado en Maximes et Pensées y en Caractères et Anecdotes. La amargura de estos escritos anunciaba ya a Ambrose Bierce o George Bernard Shaw. Sébastien Roch Nicolas Chamfort quería publicarlos con el título de Produits de la civilisation perfectionnée (Productos de la civilización perfeccionada).

## Algunas citas
- En vivant et voyant les hommes, il faut que le coeur se brise o se bronze (Viviendo y viendo a los hombres, hace que el corazón se rompa o se endurezca)

- Si tu es soupçonné d’une faute que tes juges aient pu commettre, tu es un homme perdu (Si eres sospechoso de una falta que tus jueces hayan podido cometer, tú eres un hombre perdido).

- Quicontre détruit un préjugé, un seul préjugé, es un bienfaiteur du genre humain (Cualquiera que haya destruido un prejuicio, un solo prejuicio, es un bienhechor de la humanidad)

## Publicaciones
Sus escritos, los más apreciados según Marie-Nicolas Bouillet son:
- Éloge de Moliére, couronné (1769)
- Éloge de La Fontaine (1774)
- La jeune Indienne
- Le Marchand de Smythe, comedias
- Mustapha et Zéangir, tragedia[2]

Muchas de sus obras están perdidas, entre ellas un Commentaire sur La Fontaine ( de la que no ha aparecido más que una parte en los Trois Fabulistes (1796)
Sus obras fueron recopiladas por
Pierre Louis Guinguené (1795, 4 vol. Im-8)
M. Auguis (1824, 5 vo. In-8)
Chamfort sobresalió sobre todo por su espíritu; se han recopilado sus buenas maneras en Chamfortiana, 1800